# Sempervivum pittonii
Sempervivum pittonii (лат.) — вид двудольных растений рода Молодило (Sempervivum) семейства Толстянковые (Crassulaceae). Впервые описан ботаниками Генрихом Вильгельмом Шоттом, Карлом Фредриком Нюманом и Теодором Кочи в 1854 году.

## Распространение и среда обитания
Эндемик Австрии, в дикой природе распространённый на сравнительно небольшом участке на севере земли Штирия.
Растёт в трещинах среди камней.

## Ботаническое описание

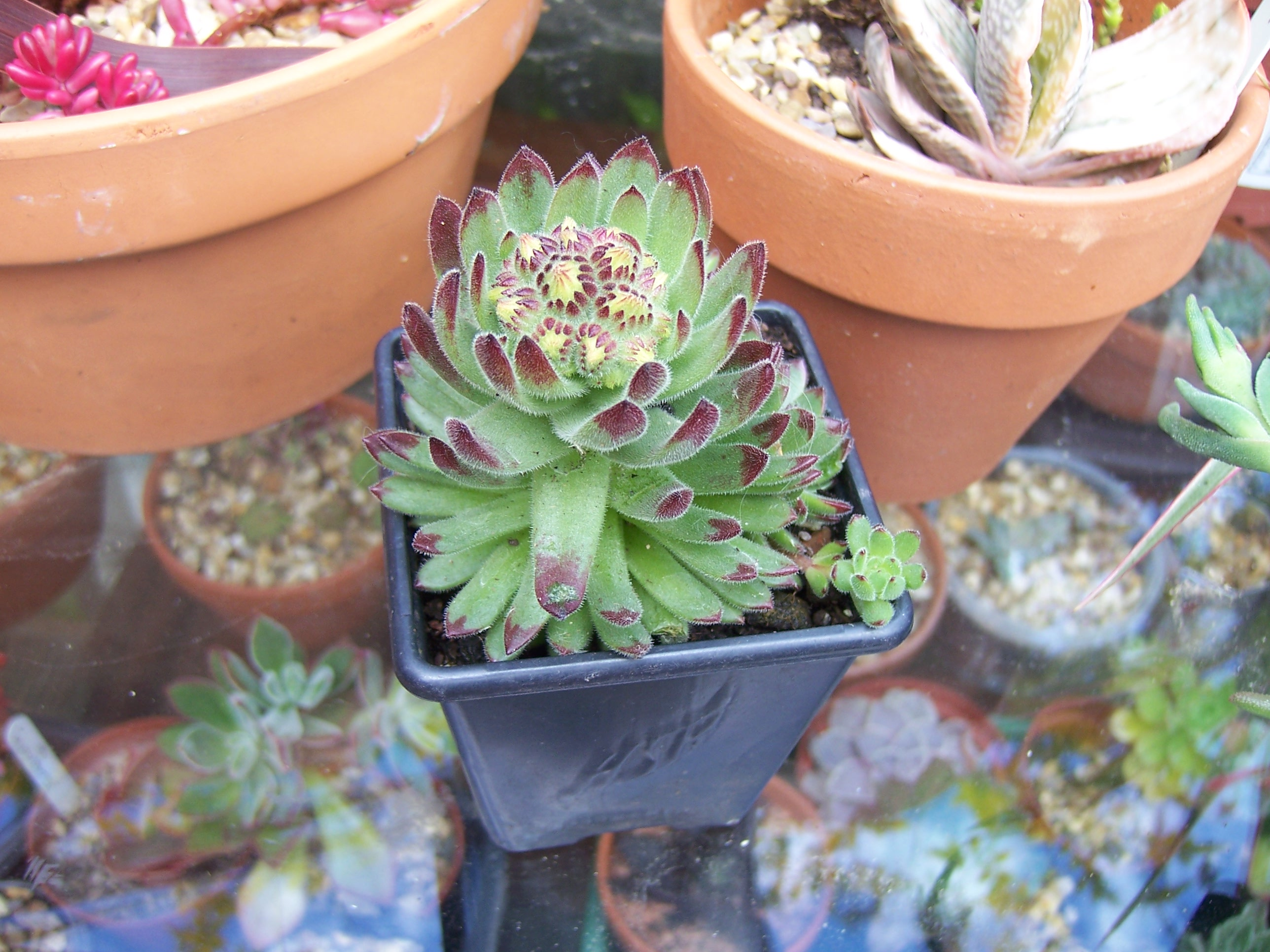
Образец Sempervivum pittonii среди коллекций суккулентов

Растущее плотной группой суккулентное растение.
Стебель высотой до 15 см.
Листья розеточные, обратнояйцевидной формы, отмирают после цветения.
Цветки с узколанцетными лепестками бледно-жёлтого цвета, длиной до 1 см.

## Значение
С недавнего времени изредка коллекционируется любителями суккулентных растений.